# 유가 (평리질후)
유가(劉嘉, ? ~ ?)는 전한의 제후로, 평간경왕의 손자이다.

## 행적
아버지 유세의 뒤를 이어 평리후(平利侯)에 봉해졌다. 시호를 질이라 하였고, 작위는 아들 유우가 이었다.

## 출전
- 반고, 《한서》 권15하 왕자후표 下

| 선대 아버지 평리절후 유세 | 전한의 평리후 ? ~ ? | 후대 아들 평리희후 유우 |